# Параметрический осциллятор
Параметрический осциллятор — осциллятор, параметры которого могут изменяться в определённой области.
Параметрический осциллятор принадлежит к классу незамкнутых колебательных систем, в которых внешнее воздействие сводится к изменению во времени её параметров. Изменения параметров, например, собственной частоты колебаний ω или коэффициента затухания β, приводит к изменению динамики всей системы.
Всем известный пример параметрического осциллятора -- это ребенок на качелях, где периодически изменяющаяся высота центра массы означает периодическое изменение момента инерции, что приводит к увеличению амплитуды колебаний качелей [3, с. 157]. 
Другим примером механического параметрического осциллятора служит физический маятник, точка подвеса которого совершает заданное периодическое движение в вертикальном направлении, или математический маятник, длина нити которого может периодически изменяться.
Широко используемым на практике примером параметрического осциллятора может служить используемый во многих областях параметрический генератор. Периодическое изменение ёмкости диода с помощью специальной схемы, называемой «насосом», приводит к классическим колебаниям варакторного параметрического генератора. Параметрические генераторы были разработаны в качестве малошумящих усилителей, которые особенно эффективны в радио- и микроволновом диапазоне частот. Поскольку в них периодически изменяются не активные (омические), а реактивные сопротивления, тепловые шумы в таких генераторах минимальны.
В СВЧ-электронике волновод / ИАГ на основе параметрического осциллятора действует таким же образом. Для того, чтобы в системе возбудить параметрические колебания, конструкторы периодически изменяют параметр системы.
Ещё одним классом приборов, часто использующих метод параметрических колебаний, являются преобразователи частоты, в частности, преобразователи от аудио к радиочастотам. Например, оптический параметрический генератор преобразует входную волну лазера в две выходные волны более низкой частоты (ωs, ωi).
С параметрическим осциллятором тесно связано понятие параметрического резонанса.
Параметрический резонанс — это увеличение амплитуды колебаний в результате параметрического возбуждения. Параметрическое возбуждение отличается от классического резонанса, поскольку создаётся в результате временного изменения параметров системы и связано с её стабильностью и устойчивостью.

## Математика
Параметрами одномерного осциллятора, движущегося с трением, являются его масса {\displaystyle m}, коэффициент упругости {\displaystyle k} и коэффициент затухания {\displaystyle \beta }. Если эти коэффициенты зависят от времени, и {\displaystyle m=m(t),k=k(t),\beta =\beta (t)}, то уравнение движения имеет вид
| {\displaystyle {\frac {d}{dt}}(m{\dot {x}})+\beta {\dot {x}}+kx=0,} | {\displaystyle (1)} |

Сделаем замену переменной времени {\displaystyle t} →{\displaystyle \tau }, где {\displaystyle d\tau =dt/m(t)}, что приводит уравнение (1) к виду
| {\displaystyle {\frac {d^{2}x}{d\tau ^{2}}}+\beta {\frac {dx}{d\tau }}+kmx=0,} | {\displaystyle (2)} |

Сделаем еще одну замену {\displaystyle x(\tau )} → {\displaystyle q(\tau )}:
| {\displaystyle q(\tau )=\exp ^{B(\tau )}x(\tau ),B(\tau )={\frac {1}{2}}\int _{0}^{\tau }\beta (\xi )d\xi ,} | {\displaystyle (3)} |

Это позволит избавиться от члена, связанного с затуханием:
| {\displaystyle {\frac {d^{2}q}{d\tau ^{2}}}+\delta ^{2}(\tau )q=0,\delta ^{2}(\tau )=km-{\frac {\dot {\beta }}{2}}-{\frac {\beta ^{2}}{4}},} | {\displaystyle (4)} |

Поэтому фактически, без всякого ограничения общности, вместо уравнения (1) достаточно рассмотреть уравнение движения вида
| {\displaystyle {\frac {d^{2}x}{dt^{2}}}+\omega ^{2}(t)x=0,} | {\displaystyle (5)} |

которое получилось бы из уравнения (1) при {\displaystyle m=const}.
Интересно, что в отличие от случая постоянной частоты {\displaystyle \omega ^{2}(t)=\omega _{0}^{2}}, аналитическое решение уравнения (5) в общем виде неизвестно. В частном случае периодической зависимости {\displaystyle \omega (t)} уравнение (5) является уравнением Хилла, а в случае гармонической зависимости {\displaystyle \omega (t)} — частным случаем уравнения Матье.
Наиболее хорошо уравнение (5) изучено в случае, когда частота колебаний гармонически изменяется относительно некоторого постоянного значения.
1. Рассмотрим случай, когда {\displaystyle \omega ^{2}(t)=\omega _{0}^{2}[1+h\cos(\omega _{0}+\varepsilon )t]}, то есть уравнение (5) имеет вид
| {\displaystyle {\frac {d^{2}x}{dt^{2}}}+\omega _{0}^{2}[1+h\cos(\omega _{0}+\varepsilon )t]x=0,} | {\displaystyle (6)} |

Где {\displaystyle \omega _{0}} — частота собственных гармонических колебаний, амплитуда гармонических вариаций частоты {\displaystyle h\ll 1}, постоянная {\displaystyle \varepsilon \ll \omega _{0}} — небольшая вариация частоты. Надлежащим изменением начала отсчета времени постоянную h можно выбрать положительной, поэтому, не ограничивая общности, будем считать, что {\displaystyle h>0}.
Вместо решения уравнения (6) поставим более скромный вопрос: при каких значения параметра {\displaystyle \varepsilon }, происходит резкое возрастание амплитуды колебаний, то есть решение {\displaystyle x(t)} неограниченно возрастает? Можно показать [1], что это происходит в том случае, когда
| {\displaystyle -{\frac {5}{24}}<{\frac {\varepsilon }{h^{2}\omega _{0}}}<{\frac {1}{24}},} | {\displaystyle (7)} |

2. Рассмотрим случай, когда {\displaystyle \omega ^{2}(t)=\omega _{0}^{2}[1+h\cos(2\omega _{0}+\varepsilon )t]} , то есть уравнение (5) имеет вид
| {\displaystyle {\frac {d^{2}x}{dt^{2}}}+\omega _{0}^{2}[1+h\cos(2\omega _{0}+\varepsilon )t]x=0,} | {\displaystyle (8)} |

Иными словами, гармоническое изменение свободных колебаний происходит с частотой {\displaystyle y=2\omega _{0}+\varepsilon }. В этом случае параметрический резонанс, с точностью до членов {\displaystyle h^{2}}, происходит в случае, когда
| {\displaystyle -{\frac {1}{32}}h-{\frac {1}{2}}<{\frac {\varepsilon }{h\omega _{0}}}<-{\frac {1}{32}}h+{\frac {1}{2}},} | {\displaystyle (9)} |

В частности, укажем условия параметрического резонанса для малых колебаний математического маятника с колеблющейся в вертикальном положении точкой подвеса, для которого уравнения колебаний имеют вид
| {\displaystyle {\ddot {\phi }}+\omega _{0}^{2}[1+{\frac {4a}{l}}\cos(2\omega _{0}+\varepsilon )t]\phi =0,} | {\displaystyle (10)} |

где {\displaystyle \omega _{0}^{2}={\frac {g}{l}}}, и {\displaystyle h={\frac {4a}{l}}}. В случае, когда {\displaystyle a\ll l} и ограничиваясь первым порядком разложения по {\displaystyle h}, получим, что
| {\displaystyle -{\frac {2a{\sqrt {g}}}{l^{\frac {3}{2}}}}<\varepsilon <{\frac {2a{\sqrt {g}}}{l^{\frac {3}{2}}}},} | {\displaystyle (11)} |

Тот факт, что параметрический резонанс происходит в окрестности частоты свободных колебаний {\displaystyle \omega =\omega _{0}} и её удвоенного значения {\displaystyle \omega =2\omega _{0}}, — не случаен. Можно показать (см. напр. [2]), что в случае уравнения
| {\displaystyle {\frac {d^{2}x}{dt^{2}}}+\omega _{0}^{2}[1+h\cos(\omega t)]x=0,} | {\displaystyle (12)} |

Параметрический резонанс имеет место, когда
| {\displaystyle \omega ={\frac {2\omega _{0}}{n}},n=1,2,...,} | {\displaystyle (13)} |

Главный резонанс происходит при удвоенной частоте собственных колебаний гармонического маятника {\displaystyle \omega _{0}}, а ширина резонанса равна {\displaystyle h\omega _{0}}.
Важно также, что при наличии трения (см. ур-е (2)), в уравнении
| {\displaystyle {\frac {d^{2}x}{dt^{2}}}+3\gamma {\frac {dx}{dt}}+\omega _{0}^{2}[1+h\cos(\omega t)]x=0,} | {\displaystyle (14)} |

Имеет место явление параметрического резонанса не при любых {\displaystyle h\ll 1}, а лишь при тех {\displaystyle h>{\frac {4\gamma }{\omega _{0}^{2}-\gamma ^{2}}}}. Т.о., при наличии трения
| {\displaystyle {\frac {4\gamma }{\omega _{0}^{2}-\gamma }}<h\ll 1,}, | {\displaystyle (15)} |

что позволяет надлежащим выбором параметров {\displaystyle \gamma },{\displaystyle \omega _{0}}, и {\displaystyle h}, в зависимости от практической необходимости, усилить или ослабить явление параметрического резонанса.